# Axel Ros
Axel Fredric Ros (i riksdagen kallad Ros i Lesjöfors), född 20 maj 1833 i Säters landsförsamling, Kopparbergs län, död 26 juni 1908 i Karlstads stadsförsamling, Värmlands län, var en svensk bruksägare och riksdagspolitiker.
Ros var bruksägare i Värmland. Som riksdagsman var han ledamot av andra kammaren 1873–1875, invald i Färnebo härads valkrets och tillhörde första kammaren 1883–1891, invald i Värmlands läns valkrets.